# Rehlingen
Rehlingen è un comune di 745 abitanti della Bassa Sassonia, in Germania.
Appartiene al circondario di Luneburgo ed è parte della comunità amministrativa di Amelinghausen.